# Frank Cluskey
Frank Cluskey (n. 8 aprilie 1930 - d. 7 mai 1989), a fost un om politic irlandez, membru al Parlamentului European în perioada 1979-1984 din partea Irlandei. 
1. 1 2  Frank (Francis) Cluskey, Dictionary of Irish Biography
2. 1 2 3 4 5 6 7   https://www.oireachtas.ie/en/members/member/Frank-Cluskey.D.1965-04-21 Lipsește sau este vid: |title= (ajutor)
3. ↑   http://www.assembly.coe.int/nw/xml/AssemblyList/MP-Details-EN.asp?MemberID=1246 Lipsește sau este vid: |title= (ajutor)